# Frede Jensen
Frede Jensen   (Dinamarca, 17 de febrer de 1926 - Boulder, 13 de setembre de 2008) fou un romanista i occitanista d'origen danès, establert als Estats Units.

## Vida i obra
Jensen nasqué en una família danesa, en un entorn natural que el feu aficionar-se a la natura i, més tard, arrel d'una estada a Grenoble, al muntanyisme. Estudià a la Universitat de Copenhaguen a partir de 1945, i amplià estudis de filologia i gramàtica franceses a la Universitat de Grenoble el 1950. De retorn a la Universitat de Copenhaguen hi completà el màster el 1953. Després amplià durant dos anys els estudis de filologia a les Universitats de Santiago de Compostel·la i Salamanca.
El 1956 va viatjar a Los Angeles amb una beca Fulbright i feu el doctorat a la UCLA (1961). Després de passsar per diverses universitats finalment s'establí a la Universitat de Colorado a Boulder el 1967, on estaria fins a la jubilació (1996). A la universitat de Colorado rebé diversos premis a la docència i recerca. El fet de residir a Boulder li va permetre continuar amb la seva afició a l'alta muntanya i al senderisme.
De la seva producció científica en destaquen les contribucions sobre lingüística de l'occità antic (particularment sobre la sintaxi; The Syntax of Medieval Occitan, 1985; després traduïda al francès) i sobre poesia medieval

## Publicacions
- The Italian Verb, A Morphological Study, University of North Carolina Press, Studies in the Romance Languages and Literatures, No. 107, 1971. 97 p.
- From Vulgar Latin to Old Provençal. University of North Carolina Press, Studies in the Romance Languages and Literatures, No. 120, 1972. 97 p.
- F. Jensen i T. Lathrop: The Syntax of the Old Spanish Subjunctive. The Hague: Mouton Publishers, Janua Linguarum Series, 1973. 92 p.
- The Syntax of the Old French Subjunctive. The Hague: Mouton Publishers, Janua Linguarum Series, 1974. 134 p.
- The Old Provençal Noun and Adjective Declension. Odense University Press, Études romanes de l'Université d'Odense, Vol. 9, 1976. 177 p.
- The Earliest Portuguese Lyrics. Odense University Press, Études romanes de l'Université d'Odense, Vol. 11, 1978. 308 p.
- Provençal Philology and the Poetry of Guillaume of Poitiers. Odense University Press, Études romanes de l'Université d'Odense, Vol. 13, 1983. 374 p.
- The Poetry of the Sicilian School. New York and London: Garland Publishing, Inc., Garland Library of Medieval Literature, Series A, Vol. 22, 1986. I-LXXIII. 250 p.
- The Syntax of Medieval Occitan. Tübingen/West Germany: Max Niemeyer Verlag, Beihefte zur Zeitschirft für romanische Philologie, Vol. 208, 1986. I-VII. 431 p.
- Old French and Comparative Gallo-Romance Syntax. Tübingen/West Germany: Max Niemeyer Verlag, Beihefte zur Zeitschirft für romanische Philologie, Vol. 232, 1990. I-XI. 590 p.
- Medieval Galician-Portuguese Poetry. An Anthology. New York and London: Garland Publishing, Inc., Garland Library of Medieval Literature, Series A, Vol. 87 1992. I-CXXXVIII. 624 p.
- Syntaxe de l'ancien occitan. Tübingen/West Germany: Max Niemeyer Verlag, Beihefte zur Zeitschift für romanische Philologie, Vol. 257, 1994. 404 p.
- Tuscan Poetry of the Duecento. New York and London: Garland Publishing, Inc., Garland Library of Medieval Literature, Series A, Vol. 99, 1994, I-XLV, 335 p.
- Troubadour Lyrics. A Bilingual Anthology. New York: Peter Lang Publishing, Studies in the Humanities, vol. 39, 1998, 593 p.
- A Comparative Study of Romance. New York: Peter Lang Publishing, Studies in the Humanities, vol. 46, 1999, 446 p.
- La Vie de Saint Eustace. Introduction to Old French. Philological Commentary by Frede Jensen. Edition and Introduction by Tom Lathrop. Newark/Delaware: LinguaText, Ltd., 2000, 208 p.
- The language of the eleventh century "Vie de St. Alexis". Edition by Tom Lathrop. Newark/Delaware: LinguaText, Ltd., 2003, 367 p.